# Gai Duili Llong
Gai Duili Llong (llatí: Caius Duilius Longus) va ser un polític romà. Formava part de la gens Duília, una gens romana d'origen plebeu. Titus Livi li dona el nomen de Gneu
Va ser tribú amb potestat consolar juntament amb cinc altres col·legues, el 399 aC, any en què es van celebrar per primera vegada a Roma uns lectisternia, un banquets oferts als déus en moments de calamitats públiques, on es paraven llits per ajeure-hi les seves imatges. Els altres tribuns van ser Voleró Publili Filó, Marc Pomponi Rufus, Marc Veturi Cras Cicurí (l'únic patrici), Gneu Genuci Augurí i Luci Atili. Se sap que juntament amb ells va dirigir una guerra contra les ciutats etrusques de Veïs i Falerii. Així apareix als Fasti Capitolini, i a les obres de Titus Livi.